# Монровия
Вижте пояснителната страница за други значения на Монровия.
Монровия (на английски: Monrovia) е столица на Република Либерия. Разположен e на нос Мезурадо, вдаден дълбоко в Атлантическия океан. Населението на Монровия наброява 1 348 900 жители (вкл. предградията, 550 200 градска част), преобладаващо негри, преселници от САЩ, а така също и местни жители. Тук живеят още преселници от Западна Европа и Индия.

## История
Градът е основан през 1822 година от освободени от робство в САЩ негри и първоначално носи името Кристополис, но по-късно е прекръстен в чест на тогавашния Президент на САЩ – Джеймс Монро (единственият неамерикански град кръстен на американски президент). От 26 юли 1847 година (ден на независимостта) е столица на страната.
През Втората световна война в града са разположени части на Американския експедиционен корпус и Военноморския флот на САЩ.
Градът е почти изцяло разрушен по време на Либерийската гражданска война (Liberian Civil War), особено разрушителна е обсадата на Монровия, когато множество жилищни и административни сгради са разрушени. Тук се водят основните битки между правителствената армия на Самюъл Доу и водачът на бунтовниците Принц Джонсън, което в периода 1990 – 2003 г. съкращава населението на столицата на около 200 000 души.

## Икономика
Преди гражданската война, Монровия е главен административен и икономически град в Либерия. Пристанището на града е едно от най-големите в тази част на Африка и една от входните артерии за внос на стоки към страни във вътрешността на континента.
Основно от града се изнася каучук и железна руда (Либерия е един от световните лидери в добива), които са основните екпортни стоки на страната. Има фабрика за производство на цимент, фармацевтични предприятия, нефтопреработвателната промишленост, консервни фобрики (силно развит риболов), преработка на хранителни продукти и др.

## Транспорт
Монровия разполага с голямото пристанище, построено през 1848 година и неколкократно реконструирано, за да поема непрекъснато растящия обем на стоки и контейнери пристигащи от цял свят. Преди гражданската война, средният годишен обем стоки само за транзит е бил около 20 млн. тона. Търговския флот на страната е огромен, но е така предимно заради кораби на други държави, регистрирани в Либерия заради значително по-ниските данъци и изисквания.
Има няколко главни пътя, свързващи Монровия с вътрешността на страната.
Тук са разположени две летища (едното международно).

## Забележителности
Монровия е живописно и добре планирано селище. В предвоенните години от двете страни на главния булевард „Бродстрийт“ се издигали красиви и добре оформени здания, в чийто приземни етажи са разположени просторни и добре заредени магазини. Центъра е добре озеленен и около него има хотели и централи на международни компании. Има добре уреден зоопарк.
В правителствения квартал „Кемп Джонсън“ се намира парламентът и резиденцията на президента на републиката и други правителствени учреждения.
Тук е разположен един от най-големите стадиони в Африка, побиращ 40 000 зрители.